# Penisola malese
La penisola malese (nella terminologia geografica italiana chiamata anche penisola di Malacca; in malese Semenanjung Tanah Melayu; in thailandese คาบสมุทรมลายู) è una grande penisola situata nel Sud-est asiatico.

## Geografia
Esistono due definizioni su quale sia il confine nord della penisola malese: nella prima l'area è delimitata grossomodo dal Tenasserim e da Bangkok; nella seconda, oggi più comune, il confine settentrionale coincide con il punto più stretto, l'istmo di Kra. Il suo confine meridionale è comunque il Tanjung Piai, poco più a nord dell'isola di Singapore.
È circondata dal golfo del Siam a nord-est, dal Mar Cinese Meridionale a sud-est, dagli stretti di Johor e di Singapore a sud, allo stretto di Malacca a sud-ovest e dal Mar delle Andamane a ovest. La spina dorsale della penisola è costituita dai Monti del Tenasserim, che la percorrono in tutta la sua lunghezza.

## Suddivisione politica
Politicamente, la penisola malese si divide fra Birmania, Thailandia, Malaysia. Sebbene talvolta vi venga aggiunta l'isola di Singapore, questa a rigore non ne fa parte.

## Storia
Si ritiene che già gli antichi Romani conoscessero la sua esistenza con il nome Chersonesus Aurea (penisola d'oro), mentre Claudio Tolomeo, studioso greco, nella sua Geographia la identifica anche come Maleu-kolon, termine pensato derivante dal sanscrito malayakolam o malaikurram.
A volte, il termine Tanah Melayu viene utilizzato dai nazionalisti malesi per indicare l'area abitata da popolazioni di etnia malese, che secondo loro dovrebbero essere tutte unite sotto un'unica bandiera. Quest'ambizione è stata in gran parte soddisfatta con la creazione dello Stato malese, tuttavia consistenti presenze malesi persistono in Thailandia meridionale ed in Singapore.